# EU-Aktionsplan für die Kreislaufwirtschaft
Der zweite EU-Aktionsplan für die Kreislaufwirtschaft – Für ein saubereres und wettbewerbsfähigeres Europa wurde im Rahmen des europäischen Grünen Deals von der Europäischen Kommission im März 2020 verabschiedet. Er zielt darauf ab, weit über Abfallwirtschaft hinauszugehen und am Anfang der Produktionskette anzusetzen, beim Design von Produkten. Das soll Langlebigkeit, Reparierbarkeit, Upgrade-Möglichkeiten und zuletzt auch Recycling von Rohstoffen ermöglichen – was bei derzeitigen Produkten oft nicht möglich ist. Anforderungen an Energieeffizienz und Schadstofffreiheit werden ausgebaut. Begonnen wird in sieben explizit genannten Produktkategorien. Darüber hinaus wird die Entwicklung von Märkten unterstützt, sowohl für sekundäre Rohstoffe als auch für kreislauffähige Produkte. Auch neue Geschäftsmodelle, die inhärente Anreize für Langlebigkeit von Produkten beinhalten, werden gestärkt, sowie die Information von Konsumenten.
Der Aktionsplan ist selbst nicht rechtlich bindend, sondern ein politisches Programm, das (mit Zeitplan im Anhang) ankündigt, welche rechtlichen Schritte in den nächsten Jahren gesetzt werden.
Er steht im Zeichen des grünen Wachstums und war insofern in der Wirtschaft gut anschlussfähig. Auch Umweltorganisationen begrüßten den Plan sehr, bemängelten jedoch fehlende Ziele zur Gesamtreduktion des Ressourcenverbrauchs. Schnellere und weitergehende Umsetzung von Kreislaufwirtschaft wurde von mehreren Seiten eingefordert.

## Geschichte
Der erste EU-Aktionsplan für die Kreislaufwirtschaft („Den Kreislauf schließen – Ein Aktionsplan der EU für die Kreislaufwirtschaft“) wurde 2015 beschlossen, eingebettet in eine Reihe verwandter Prozesse und Maßnahmen.
Der Aktionsplan umfasste 54 Maßnahmen betreffend Produktion, Verbrauch, Abfallbewirtschaftung, Entwicklung des Markts für Sekundärrohstoffe, Lebensmittelverschwendung, Innovation und Investitionen sowie Monitoring für Kreislaufwirtschaft. In den folgenden Jahren gab es weitere kreislaufrelevante Maßnahmen, etwa die EU Strategie für Kunststoffe in der Kreislaufwirtschaft aus 2018.
Im März 2019 wurde der erste Aktionsplan von der Europäischen Kommission evaluiert und für erfolgreich befunden: alle 54 Maßnahmen seien umgesetzt worden.
Im Dezember 2019 wurde der europäische Grüne Deal vorgestellt, mit einer umfassenden Roadmap zur Erreichung von Klimaneutralität bis 2050. Auf dieser Grundlage wurden von der Kommission unter anderem die neue Industriestrategie als auch der neue Aktionsplan für die Kreislaufwirtschaft im März 2020 veröffentlicht. Da direkt danach die COVID-19-Pandemie in Europa begann, gab es im Dezember 2020 Schlussfolgerungen des Rates zur Erholung von der Krise, in denen das Bekenntnis zur Kreislaufwirtschaft bestätigt wurde. Am 17. Februar 2021 wurde der Aktionsplan vom Europäischen Parlament mit großer Mehrheit verabschiedet.

## Inhalt
Der Aktionsplan besteht aus sieben Hauptteilen mit geplanten Maßnahmen und einem Anhang mit Zeitplan für die Umsetzung. Er steht insgesamt unter der Zielvorgabe von grünem Wachstum und Wettbewerbsfähigkeit.

### Nachhaltige Produktpolitik
Ein wesentliches Ziel ist es, das Design von Produkten zu verbessern, da bis zu 80 % der Umweltauswirkungen von Produkten in der Designphase bestimmt werden. Vorgaben zu Langlebigkeit und Garantien werden ausgebaut, das „Recht auf Reparatur“ aufgegriffen, was auch Upgrade-Möglichkeiten umfasst. Einweg-Produkte werden eingeschränkt.
Geschäftsmodelle wie Vermietungen, die Unternehmen inhärente Anreize für langlebige Produkte bieten, werden unterstützt. Die große Kaufkraft der öffentlichen Hand soll ebenfalls genutzt werden, um mittels kreislauforientierter öffentlicher Beschaffung Märkte für kreislauffähige Produkte auszubauen.
Am Ende aller Wieder-Nutzungs-Zyklen des Produktes sollen Rohstoffe durch Recycling wiedergewonnen werden. Entsprechendes Produkt-Design soll das ermöglichen. Die Verwendung gefährlicher Substanzen in der Produktion wird von vorneherein eingeschränkt. Dazu werden unter anderem existierende Vorschriften wie etwa zu Ökodesign erweitert und die Verbindlichkeit erhöht. Auch Industriesymbiose wird gefördert, etwa durch Informationssysteme, und soll die Weitergabe von Nebenprodukten einer Firma als Rohstoff für die nächste Firma ermöglichen. Verbesserte Information (z. B. EcoLabel) soll auch Konsumenten vor Greenwashing schützen.

### Zentrale Produktfelder
Begonnen wird mit Fokus auf sieben Produktkategorien:
- Elektronik und IT
- Batterien und Fahrzeuge
- Verpackungen
- Textilien
- Bauwirtschaft
- Lebensmittel und Dünger

Zu diesen Wertschöpfungsketten enthält der Aktionsplan jeweils einen Abschnitt mit den zentralen Fragen und den geplanten Maßnahmen.

### Abfall, sekundäre Rohstoffe
In einem eigenen Abschnitt zu Abfall nennt der Aktionsplan Maßnahmen zur Förderung des Marktes für sekundäre Rohstoffe. Durch Vorgaben, welche Recyclingquoten etwa bei Kunststoffen erreicht werden müssen, wird die Angebotsseite sekundärer Rohstoffe adressiert. Quoten, wie viel recyceltes Material in neuen Produkten enthalten sein muss, stärken aber parallel dazu auch die Nachfrage. Darüber hinaus wird die Entwicklung des Marktes sekundärer Rohstoffe unterstützt durch Vereinheitlichung der Sammelsysteme, Standardisierung der Klassifizierung der Materialien und damit mehr Produkt-Klarheit beim Handel. Information über enthaltende Stoffe soll verbessert werden, Auftreten gefährlicher Stoffe minimiert. Die Menge von Restmüll aus Haushalten soll bis 2030 halbiert, problematischer Müll-Export verhindert werden.

### Bereichsübergreifende Maßnahmen
Die Sozialverträglichkeit der Transition soll sichergestellt werden, auch für besonders betroffene Regionen oder Menschengruppen. Finanzinstrumente sollen angepasst werden, von ökologischen Steuern bis zu Berichtspflichten von Unternehmen, die eine rein finanzielle Bilanzlegung durch Umweltkriterien ergänzen. Forschung, Innovation und Digitalisierung sollen ebenfalls genutzt werden. Auf globaler Ebene will die EU eine Vorreiterrolle für Kreislaufwirtschaft einnehmen, internationale Abkommen fördern, und Partnerschaften, etwa mit Afrika oder mit Beitrittskandidaten, entsprechend ausrichten.

## Umsetzung des Aktionsplans
Der ursprüngliche Zeitplan ist im Anhang zum Aktionsplan enthalten, die Kommission veröffentlicht laufend den aktuellen realen Stand zu den einzelnen Maßnahmen (inklusive öffentlicher Konsultationen dazu). Aufgrund der COVID-19-Pandemie haben sich einige Maßnahmen verzögert. Andererseits gibt es die Hoffnung, dass mit den großen Finanzmitteln zur Erholung nach der Krise ein Schub zur Umsetzung der Kreislaufwirtschaft, auch auf nationalen Ebenen, ausgelöst wird, etwa durch die Zweckbindung von 37 % der Mittel des Wiederaufbaufonds an den europäischen Green Deal.

## Rezeption
Der Aktionsplan für die Kreislaufwirtschaft wurde grundsätzlich positiv aufgenommen. Durch den Fokus auf grünes Wachstum ist die Anschlussfähigkeit bei Industrie und Wirtschaft relativ hoch. Deren Stellungnahmen zum Aktionsplan beinhalten meist konkrete Kommentare und Vorschläge zu einzelnen Umsetzungsbereichen, aber keine grundsätzliche Opposition.
Auch Umweltorganisationen begrüßen den Aktionsplan sehr. Kritisiert wird allerdings häufig, dass der Vorschlag nicht explizit die Reduktion des übermäßigen Ressourcenverbrauchs Europas vorsieht. Während der erste Entwurf des Aktionsplans noch das explizite Ziel enthielt, den Fußabdruck pro Person bis 2030 zu halbieren, wurde das aus der Endfassung gestrichen. Das Fehlen solcher realen Reduktionsziele wird nun vielfach kritisiert, von Umweltorganisationen aber auch vom EU-Parlament.
Auch manche akademische Artikel stellen in Frage, ob BIP-Wachstum mit der nötigen Reduktion des ökologischen Fußabdrucks um 70–80 % vereinbar sei. Auch die generelle Systemkonformität und Wachstumsorientierung des EU Aktionsplans wird kritisiert und hinterfragt, ob derart reformistische Ansätze die grundlegenden sozio-kulturellen Strukturen und Problemursachen nicht außen vor lassen, und zumindest Themen wie Überkonsum oder Rebound-Effekte thematisiert werden müssten, wenn nicht eine grundlegende Neuorientierung hin zu Maßstäben jenseits des Finanziellen und Materialistischen.
Neben klareren Reduktionszielen wird in Stellungnahmen auch eine Beschleunigung der Umsetzung mit konkreten, rechtlich bindenden Maßnahmen gefordert, zum Teil sogar von der Industrie. So forderten etwa Plastik- und Stahlhersteller sowie Recycling-Industrie ein schnelleres Ende für die Deponierung recyclierbarer Rohstoffe.
Auch andere europäische Einrichtungen, wie der Wirtschafts- und Sozialausschuss oder die Investitionsbank, haben – überwiegend positive – Stellungnahmen abgegeben und die Umsetzung in ihrem Wirkungsbereich untersucht.
Insgesamt stieß die Grundrichtung des Aktionsplans für die Kreislaufwirtschaft also auf große Zustimmung, wobei vielfach eine noch schnellere oder weitergehende Umsetzung eingefordert wird.